# Cornuscoparia meeki
Cornuscoparia meeki är en skalbaggsart som beskrevs av Stefan von Breuning 1980. Cornuscoparia meeki ingår i släktet Cornuscoparia och familjen långhorningar. Inga underarter finns listade i Catalogue of Life.